# 圣安德烈卡普塞兹
圣安德烈卡普塞兹（法語：Saint-André-Capcèze，法語發音：[sɛ̃.t‿ɑ̃dʁe kapsɛz]）是法国洛泽尔省的一个市镇，属于芒德区。

## 地理
圣安德烈卡普塞兹（44°25'1"N, 3°56'55"E）面积9.85 平方千米，位于法国奧克西塔尼大區洛泽尔省，该省份为法国南部内陆省份，北起上盧瓦爾省和康塔爾省，西接阿韦龙省，南至加尔省，东临阿尔代什省。
与圣安德烈卡普塞兹接壤的市镇（或旧市镇、城区）包括：维勒福尔、皮耶德博尔讷、蓬泰尔和布雷西、普尔沙雷斯。

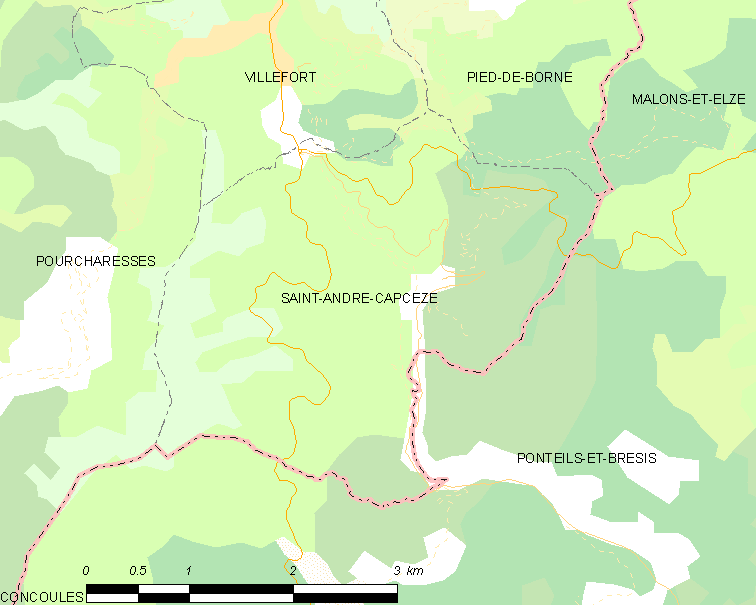
圣安德烈卡普塞兹的OSM定位图

圣安德烈卡普塞兹的时区为UTC+01:00、UTC+02:00（夏令时）。

## 行政
圣安德烈卡普塞兹的邮政编码为48800，INSEE市镇编码为48135。

## 政治
圣安德烈卡普塞兹所属的省级选区为圣艾蒂安-迪瓦尔多内县。

## 人口

1962-2008年间圣安德烈卡普塞兹人口变化图示

圣安德烈卡普塞兹于2022年1月1日时的人口数量为205人。